# Cosmic Messenger
Cosmic Messenger è un album in studio del musicista francese Jean-Luc Ponty, pubblicato nel 1978.

## Tracce
1. Cosmic Messenger – 4:38
2. The Art of Happiness – 4:33
3. Don't Let the World Pass You By – 6:23
4. I Only Feel Good With You – 3:05
5. Puppets' Dance – 3:40
6. Fake Paradise – 5:41
7. Ethereal Mood – 4:03
8. Egocentric Molecules – 5:44